# بني سنوس (المغرب)
بني سنوس هي قرية مغربية شمال المملكة. تنتمي بني سنوس لإقليم تاونات الجبلي. تضم هذه القرية 9.002 نسمة (إحصاء 2004).